# Carlslid

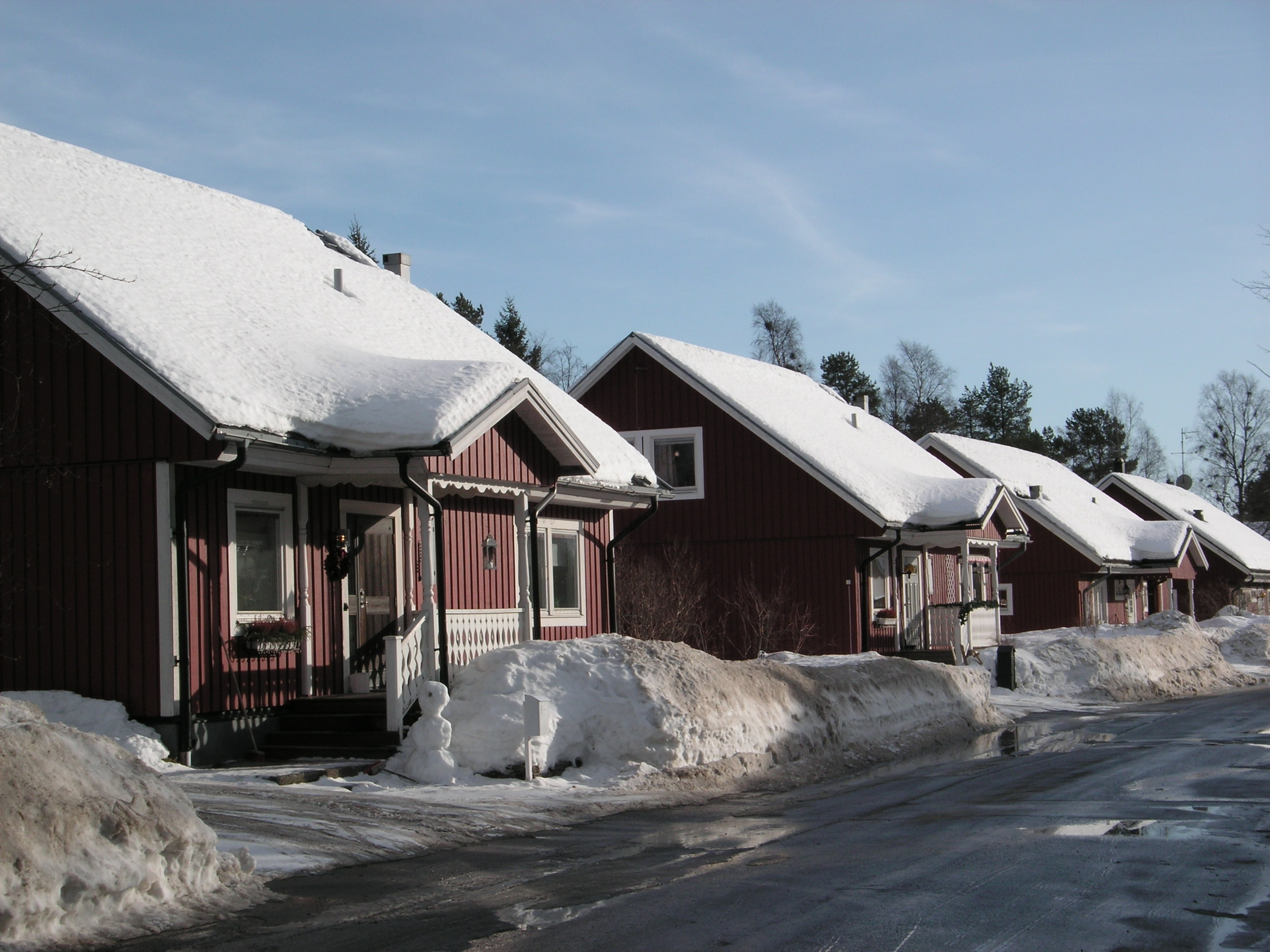
En rad av likartade hus på Carlslid.

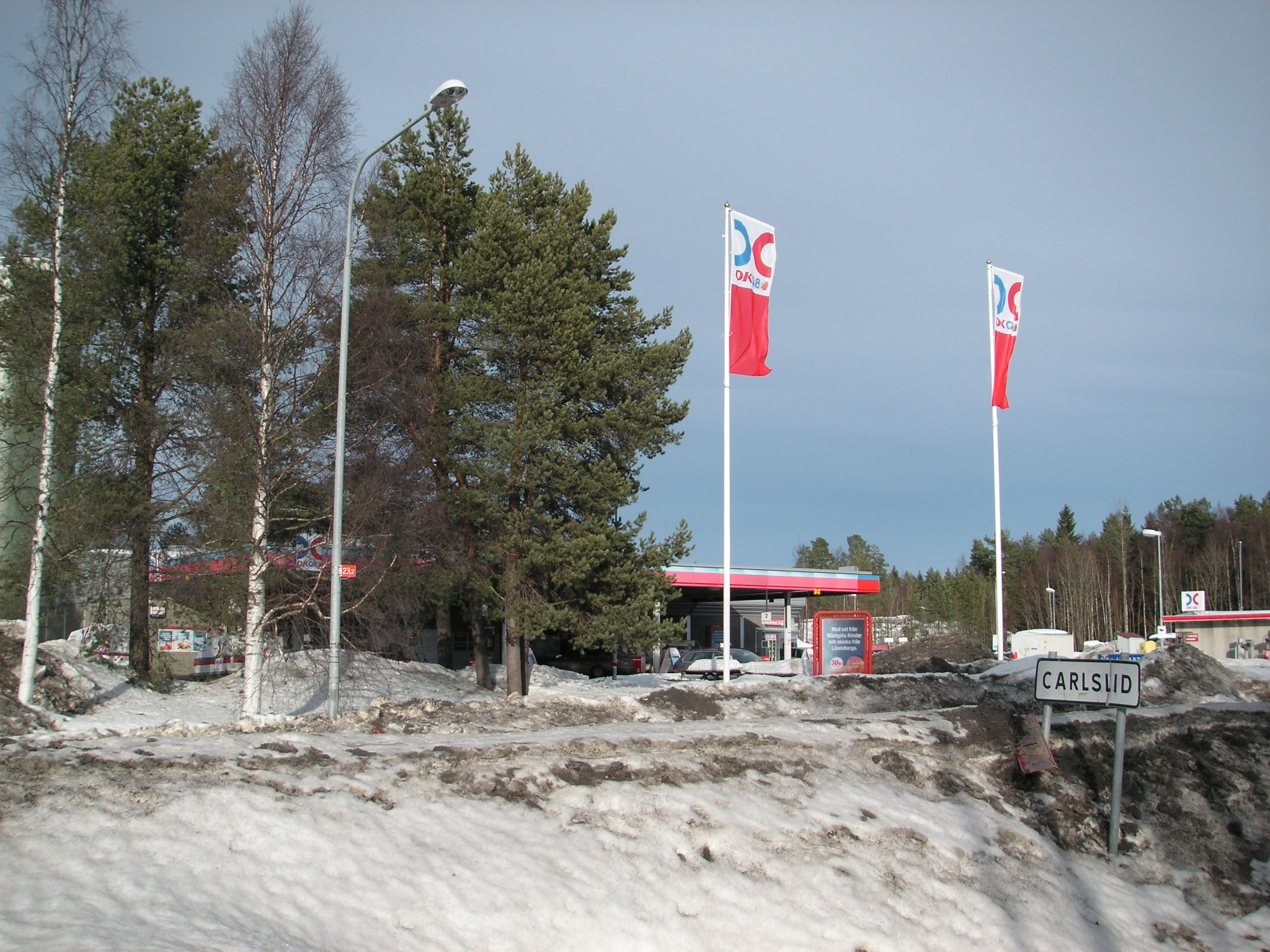
Bensinstationen vid korsningen Kolbäcksvägen-Mineralvägen.

Carlslid är en liten stadsdel i Umeå och består enbart av villor och parhus ordnande runt två ringvägar. Stadsdelen är uppdelad i Norra Carlslid och Södra Carlslid. 

## Historia
Namnen Carlslid, Carlshem och Carlshöjd kommer från värdshuset Carlslund som i slutet av 1700-talet låg vid nuvarande Tomtebogårds skola i den angränsande stadsdelen Tomtebo.

## Läge
Carlslid ligger mellan Ålidhem och Tomtebo åtskiljda av Täftevägen och Kolbäcksvägen. 

## Service
I Carlslid fanns tidigare tre daghem som lades ner i mitten av 1990-talet. I norra delen finns en bensinmack och en större matvarubutik. 
De boende på Norra Carlslid är organiserade i Norra Carlslids Samfällighetsförening.

## Gator
Norra Carlslid: Granitvägen, Guldvägen, Mineralvägen och Silvervägen.
Södra Carlslid: Kopparvägen och Malmvägen.

## Personer från Carlslid
- Clara Lidström (Underbara Clara)